# Ayesha Verrall

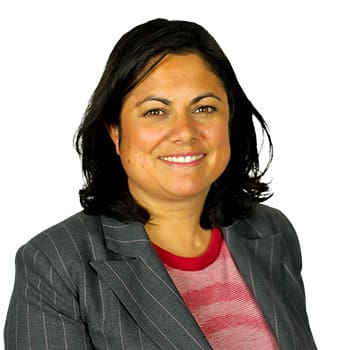
Ayesha Verrall, 2020

Ayesha Verrall (geboren 1979 in Invercargill) ist eine neuseeländische Wissenschaftlerin und Politikerin der New Zealand Labour Party. Seit 2020 ist sie Mitglied des neuseeländischen Parlaments, im gleichen Jahr wurde sie Ministerin im Kabinett Ardern II. Seit 2023 ist sie Gesundheitsministerin im Kabinett Hipkins.

## Kindheit & Ausbildung
Verrall wurde 1979 in Invercargill geboren und wuchs in Te Anau sowie auf den Malediven auf. Ihre Mutter stammt ursprünglich von den Malediven und kam von diesen mit einem Stipendium nach Neuseeland, nachdem sie die Cambridge examinations in English bestanden hatte, was vor ihr niemandem von den Malediven gelang. Verall studierte Medizin an der University of Otago und arbeitete später in Wellington. Anschließend setzte sie ihre medizinische Arbeit in Singapur und Indonesien fort, wo sie an Tuberkulose forschte. 2019 wurde sie in das Capital and Coast District Health Board gewählt.

## Karriere als Politikerin
Zu Beginn der COVID-19-Pandemie kritisierte Verrall das Programm zur Kontaktverfolgung in Neuseeland und legte auf Anfrage ein Gutachten vor, welches sie später auf Einladung der WHO als example of best practice vorstellte. Später im Jahr bei der Parlamentswahl in Neuseeland 2020 wurde Verrall über einen Listenplatz der Labour Party in das 53. Parlament gewählt. Im Kabinett Ardern II steht sie als Ministerin für Lebensmittelsicherheit sowie für Senioren. Zudem ist sie die stellvertretende Ministerin der Ressorts Gesundheit sowie Forschung, Wissenschaft und Innovation. Sie war damit die erste Neugewählte seit Steven Joyce 2008, der ein Ministerium unterstellt wurde. Die Vereidigung als Ministerin erfolgte noch vor der Vereidigung als Abgeordnete.
Sie gilt als Expertin für Infektionskrankheiten sowie Impfungen. Einen weiteren politischen Akzent setzen sie und die aktuelle neuseeländische Regierung mit der Ankündigung des Smokefree 2025 Action Plan, mit dem ein schrittweises Verbot des Tabakrauchens kommen soll.

### Ministerämter in der Regierung Ardern
Ministerämter im 2. Kabinett von Jacinda Ardern:

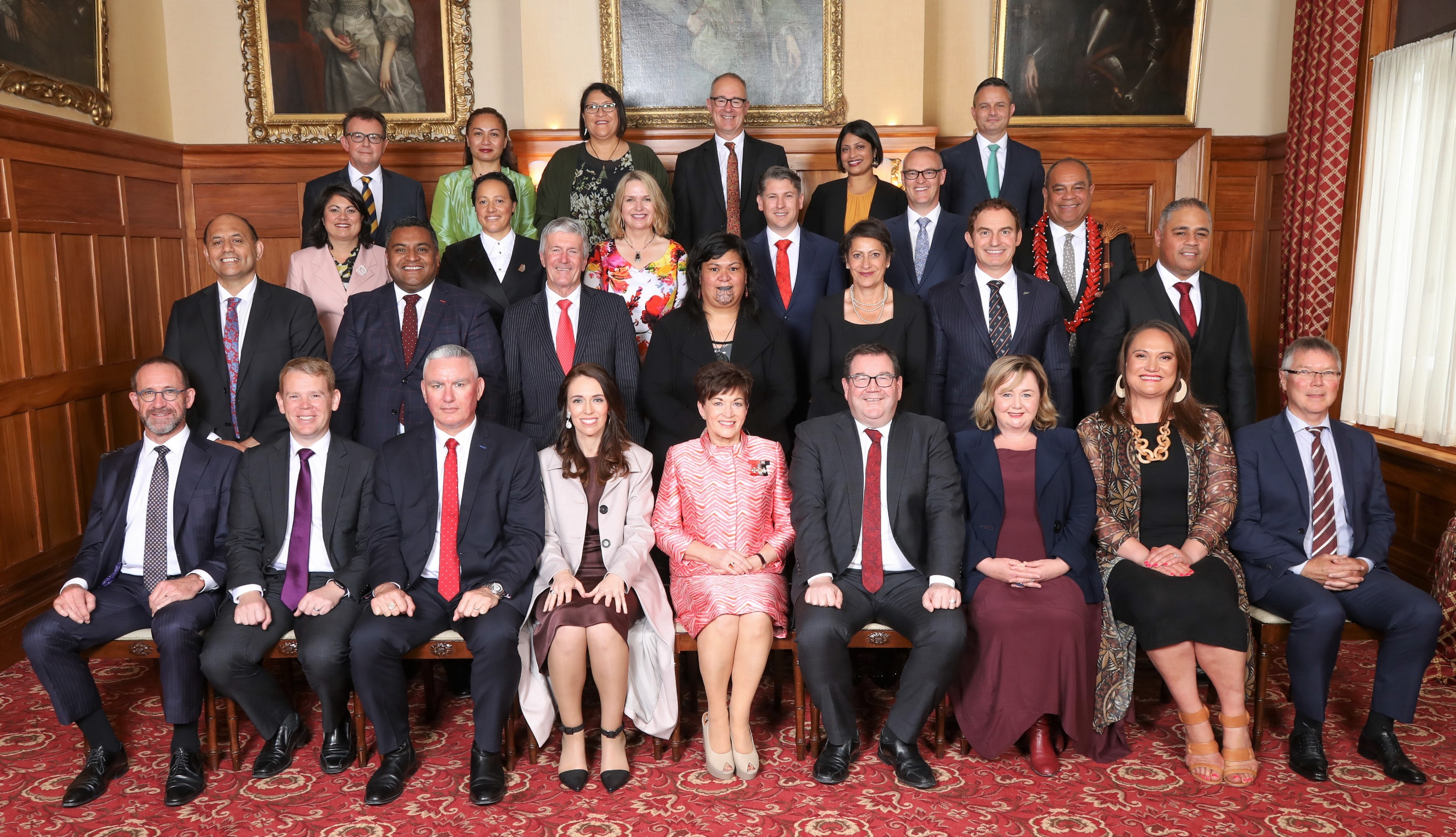
Ayesha Verrall (2020)
1. von links in der dritten Reihe

| Minister                                                | vom              | bis             |
| ------------------------------------------------------- | ---------------- | --------------- |
| Minister for Food Safety                                | 6. November 2020 | 14. Juni 2022   |
| Associate Minister for Research, Science and Innovation | 6. November 2020 | 14. Juni 2022   |
| Minister for Seniors                                    | 6. November 2020 | 25. Januar 2023 |
| Associate Minister for Health                           | 6. November 2020 | 25. Januar 2023 |
| Acting Minister for Conservation                        | 6. April 2021    | 5. Juli 2021    |
| Associate Minister for COVID-19 Response                | 26. Februar 2022 | 14. Juni 2022   |
| Minister for COVID-19 Response                          | 14. Juni 2022    | 25. Januar 2023 |
| Minister for Research, Science and Innovation           | 14. Juni 2022    | 25. Januar 2023 |

### Ministerämter in der Regierung Hipkins
Mit dem Rücktritt von Jacinda Ardern als Premierministerin in der laufenden Legislaturperiode und der Übernahme des Amtes durch ihren Parteikollegen Chris Hipkins am 25. Januar 2023, blieben die Ministerämter von Verrall unverändert.
| Minister                                      | vom             | bis               |
| --------------------------------------------- | --------------- | ----------------- |
| Minister for COVID-19 Response                | 25. Januar 2023 | 1. Februar 2023   |
| Minister for Seniors                          | 25. Januar 2023 | 1. Februar 2023   |
| Associate Minister of Health                  | 25. Januar 2023 | 1. Februar 2023   |
| Minister for Research, Science and Innovation | 25. Januar 2023 | 27. November 2023 |
| Minister of Health                            | 1. Februar      | 27. November 2023 |
| Acting Minister for Food Safety               | 3. Mai 2023     | 10. Mai 2023      |

Quellen: Department of the Prime Minister and Cabinet New Zealand Parliament
Mit der nachfolgenden regulären Parlamentswahl, die am 14. Oktober 2023 stattfand, verlor die Labour Party ihre Regierungsmehrheit an die New Zealand National Party. Verrall konnte aber den Wiedereinzug ins Parlament über einen Listenplatz ihrer Partei erreichen.

## Privates
Verrall lebt mit ihrer Partnerin und der gemeinsamen Tochter in Wellington.

## Publikationen
- Ayesha Jennifer Verrall: Innate Factors in Early Clearance of Mycobacterium tuberculosis. Hrsg.: University of Otago. 2018 (englisch, otago.ac.nz [abgerufen am 24. Februar 2022]).
- Ayesha J Verrall, Bachti Alisjahbana, Lika Apriani, Novianty Novianty, Andini C Nurani, Arjan van Laarhoven, James E Ussher, Agnes Indrati, Rovina Ruslami, Mihai G Netea, Katrina Sharples, Reinout van Crevel, Philip C Hill: Early Clearance of Mycobacterium tuberculosis: The INFECT Case Contact Cohort Study in Indonesia. Hrsg.: The Journal of Infectious Diseases. 12. Juli 2019 (englisch, oup.com [abgerufen am 24. Februar 2022]).